# Carlinhos Paraíba
Carlinhos Paraíba (sinh ngày 4 tháng 3 năm 1983) là một cầu thủ bóng đá người Brasil.

## Sự nghiệp câu lạc bộ
Carlinhos Paraíba đã từng chơi cho Omiya Ardija, Júbilo Iwata và Tokushima Vortis.